# 藤異秀明
藤異秀明（1977年12月12日—），日本男性漫畫家，出生于宮崎縣，筆下的漫畫角色站立姿勢都有出現向JOJO冒險野郎的JoJo站姿的致敬意味，代表作是《真·女神轉生 惡魔之子》，其筆名藤異秀明是因本人非常崇拜《新世紀福音戰士》導演庵野秀明所取的(出自2002年《強棒強棒月刊》的簽名會訪談內容)。

## 作品一覽

### 長篇作品
- 真·女神轉生 惡魔之子（出道作品， コミック ボンボン2000年8月號～2002年9月號，全26回，監修：株式會社ATLUS，全五集，CG上色：スタジオ因果橫暴，青文出版社強棒強棒月刊2001年2月~2003年4月連載，2003年因動畫被木棉花公司代理，青文出版社被強制改譯為「魔力寶貝」而後2004年12月因〝出版品及錄影節目帶分級辦法〞變成限制級被青文出版社銷毀絕版，2013年5月份日本發行了新装版)

- 真·女神轉生 魔力寶貝 光與闇（コミック ボンボン，2002年11月號～2004年3月號CG上色：スタジオ因果橫暴，監修：株式會社ATLUS，全16回，腰斬 全三集，臺灣青文出版社出版）

- UMA大戦 ククルとナギ（コミック ボンボン2005年1月號～2007年2月號，全26回，腰斬 全五集 2014年9月份日本發行了新装版）

- Battle Spirits 少年突破馬神 ( バトルスピリッツ少年突破バシン KEROKERO ACE 2008年7月號~2009年10月號，原作：矢立肇， CG：《匠屋》芳原舞人，2009年3月號~2010年4月號青文出版社快樂快樂月刊連載，全四集)

- ダンボール戦機(小學館 コロコロコミック連載 2011年2月號~2013年3月號  原作：LEVEL-5 ，臺灣青文出版社出版 )

- ダンボール戦機WARS(小學館コロコロコミック連載 2013年4月號~11月號 開始 原作：LEVEL-5 )

- デュエル・マスターズ サーガ（小學館 『別冊コロコロコミックSpecial』2014年4月号 - 2015年6月号）

- バケガミ―化神―（「読売KODOMO新聞」2016年4月28日号 - 2018年4月26日号 -/ 原作：岸本みゆき 網路漫畫）

- ZOIDS FIELD OF REBELLION（手機遊戲「『ZOIDS FIELD OF REBELLION』公式網路漫畫」2017年5月30日 - 2018年7月27日/ 原作：Takara Tomy 脚本：柳坂明彦・いけうらまこ）

- マキシマムザ亮君の必殺!!アウトサイダー広告代理人（小學館『コロコロアニキ』2017年秋号 / 原作： マキシマムザ亮君 ）

- 武狂争覇（『COMIC MeDu』2018年12月21日 - ）

- 魔神英雄伝ワタル 七魂の龍神丸（小學館『コロコロアニキ』2020年夏号 ）

### 短篇作品
- VILLAIN VILLAIN（2007年，原作：俊英  一迅社Comic REX12月號讀切）
- （2007年，原作；機械設定：衫山實，講談社，コミック ボンボン11、12月號二回完結 ）
- 仮面ライダー電王＆ キバ クライマックス刑事（原作：石之森章太郎，作畫：藤異秀明，講談社テレビまんがヒーローズ2008年 3月27日 春号 テレビマガジン2008年4月号讀切，講談社刊スーパーヒーローズ1巻に収録）
- PS2遊戲『プリンセスナイトメア』オフィシャルコミックスVol.01 02(作者有四個，藤異秀明是其中一個，コミックマーケット74發行)
- ジャン！ジャカ！ジャン！(小學館 2010年別冊コロコロコミック4月號讀切)
- スーパーカセキホリダー：episode 0(小学館 コロコロコミック 2010年11月号、12月号二回完結／原作：任天堂 )
- LOST PLANET -UNEXPECTED ONE-  (小學館 コロコロG 2010年 夏季刊、冬季刊讀切 原作／協力:CAPCOM CG上色:さゆり)
- 真・女神転生デビルチルドレン 安らぎあらんことを（2013年真·女神轉生 惡魔之子新裝版第三集收錄的短篇漫畫）
- 麻神闘士ジャンパイザー3（『近代麻雀』2015年2/1号 / 原作：岸本みゆき）

### 遊戲
- 同人ゲーム『夜光戦機ヴァイナー』ゲストエネミーデザイン

### 插畫
- 真・女神転生 デビルチルドレン カードゲーム(卡片遊戲特典與促銷用卡片插畫)

- バトルスピリッツBattle Spirits (卡片遊戲特典與促銷用卡片插畫)

- 小説版バトルスピリッツ ショーメン探偵団(小說內頁插圖)

- デジモン JINTRIX カードゲーム（卡片插畫）

- ダンボール戦機 プラモデル 組立説明書内How-toコミック(模型說明書內的附錄漫畫)

- BUSTER KEEL!魔獸冒險(作者：坂本憲司郎，單行本第九集的裡封面插圖由藤異秀明繪製)

- デュエル・マスターズ(卡片遊戲插畫)

## 其他
其實《真·女神轉生 惡魔之子》漫畫版與動畫版是為了搭配遊戲版（ATLUS公司製作）所出的改編作品，很多人誤以為動畫版是漫畫版的改編作品，其實真正的原作是ATLUS公司製作的遊戲。
而動畫版《真·女神轉生 惡魔之子》在臺灣被部份讀者傳為黑歷史，而漫畫版改譯為魔力寶貝，曾經引起讀者大力反彈，但是直到完結為止青文出版社仍然沒有將譯名改回，2004年12月青文因出版品及錄影節目帶分級辦法銷毀此作品後，聲明『我們決不會有危害身心健康的出版品』，但是事後證明這只是個煙幕彈。
因為青文出版社事件後，代理的輕小說與漫畫一樣有限制級作品存在，而且露骨程度超越還算擦邊球的衝浪三口組以及喵王，例如代理的夜明前的琉璃色(輕小說)把性愛場面一筆一字清楚的描寫出來，《真·女神轉生 惡魔之子》成了法令下無辜的祭品之一。

## 助手
- 木下エースケ

## 師父
- 田守涉(タモリはタル)

## 外部連結
- 夜光戦機ヴァイナー官方網站 （页面存档备份，存于）
- プリンセスナイトメア官方網站 （页面存档备份，存于）
- ゲートオープン、魔界へ業!(介紹惡魔之子的日文網頁) （页面存档备份，存于）
- コロコロG官方網站
- 藤異秀明mixi網誌(※mixi上的網誌需要登入才可觀看)
- 藤異秀明Twitter （页面存档备份，存于）
- 藤異秀明PIXIV